# Viatge al principi del món
Viatge al principi del món (títol original: Viagem ao Princípio do Mundo) és una pel·lícula portuguesa dirigida per Manoel de Oliveira, estrenada l'any 1997. És l'últim film de Marcello Mastroianni. Ha estat doblada al català.

## Argument
Un director portuguès contracta a un actor francès per a una coproducció franco-portuguesa. El pare de l'actor, d'origen portuguès, va morir quan era petit, de manera que l'actor va ser educat per la seva mare, que era francesa. Així, Alfonso arriba a Portugal per treballar en un film que es roda al nord del país. Desitjant conèixer el poble que havia abandonat el seu pare seixanta anys més abans, marxa, acompanyat de Manoel, el seu director, de Judite i Duarte, els seus col·legues de treball. En el transcurs del trajecte es creuen dos relats: el de Manoel evocant la seva pròpia infantesa i el d'Afonso i les tribulacions del seu pare.

## Repartiment
- Marcello Mastroianni: Manoel
- Jean-Yves Gautier: Afonso
- Leonor Silveira: Judite
- Diogo Dória: Duarte
- Isabel de Castro: Maria Afonso
- Cécile Sanz de Alba: Christina
- José Pinto: José Afonso
- Adelaide Teixeira: Senhora
- Isabel Ruth: Olga

## Premis
- 1997: Canes: Premi de la Crítica internacional
- 1997: Premis del Cinema Europeu: Premis FIPRESCI